# Файз
Т.Алієв (узб. Т.Алиев, T.Aliyev) — міське селище в Узбекистані, в Асакинському районі Андижанської області.
Статус міського селища з 2009 року.